# 休·普拉克斯顿
休·普拉克斯顿（英語：Hugh Plaxton，1904年5月16日—1982年12月1日），加拿大男子冰球运动员。他曾代表加拿大参加1928年冬季奥林匹克运动会冰球比赛，获得一枚金牌。

## 家庭
哥哥赫伯特·普拉克斯顿。堂弟罗杰·普拉克斯顿。